# HATNet 프로젝트
HATNet 프로젝트(Hungarian Automated Telescope Network)는 6개의 소형 완전 자동화 "HAT" 망원경으로 구성된 네트워크이다. 이 프로젝트의 과학적 목표는 통과 방법을 사용하여 외계 행성을 탐지하고 특성을 파악하는 것이다. 이 네트워크는 밝은 변광성을 찾고 추적하는 데에도 사용된다. 해당 네트워크는 하버드-스미스소니안 천체물리학 센터가 관리한다.
HAT 약어는 헝가리산 자동 망원경(Hungarian-made Automated Telescope)의 약자인데, 이는 헝가리 천문 협회를 통해 만난 소규모 헝가리인 그룹에 의해 개발되었기 때문이다. 이 프로젝트는 1999년에 시작되어 2001년 5월부터 완전히 가동되었다.